# Голубинский сельский совет (Крым)
Голубинский сельский совет (укр. Голубинська сільська рада, крымскотат. Foti Sala köy şurası, Фоти Сала кой шурасы) — административно-территориальная единица в Бахчисарайском районе в составе АР Крым Украины (фактически до 2014 года; ранее до 1991 года — в составе Крымской области УССР в СССР, до 1954 года — в составе Крымской области РСФСР в СССР).
В составе Бахчисарайского района в начале 1920-х годов  был образован Фоти-Сальский сельсовет, который на момент всесоюзной переписи населения 1926 года включал одно село — Фоти-Сала (в данные о котором, судя по доступным источникам, была включена и статистика будущей Нижней Голубинки) с населением 1422 человека. В 1935 году из Бахчисарайского района выделен новый Фотисальский район, в том же году (по просьбе жителей), переименованный Куйбышевский, которому переподчинили сельсовет.
Указом Президиума Верховного Совета РСФСР от 21 августа 1945 года «О переименовании сельских Советов и населенных пунктов Крымской области» Фоти-Сальский сельсовет был переименован в Голубинский.
С 25 июня 1946 года сельсовет в составе Крымской области РСФСР, а 26 апреля 1954 года Крымская область была передана из состава РСФСР в состав УССР. Время укрупнения сельсовета пока не установлено: на 15 июня 1960 года в составе совета числились населённые пункты:

| - Аромат - Богатое Ущелье - Верхнее Заречье - Голубинка - Горное | - Нижнее Заречье - Новополье - Поляна - Путиловка - Солнечноселье |

 а ранее отдельные Богатоущельский, Новопольский, Полянский, Путиловский, Соколинский и Солнечносельский сельсоветы уже не фигурируют.
Указом Президиума Верховного Совета УССР «Об укрупнении сельских районов Крымской области», от 30 декабря 1962 года Куйбышевский район был упразднён и сельсовет вновь присоединили к Бахчисарайскому. На 1968 год сложился современный состав совета. С 21 марта 2014 года в составе Крыма аннексирован Россией.
К 2014 году в сельсовет входило 9 населённых пунктов:
- Аромат
- Богатое Ущелье
- Голубинка
- Нижняя Голубинка
- Новополье
- Поляна
- Путиловка
- Соколиное
- Солнечноселье

С 2014 года на месте сельсовета находится Голубинское сельское поселение.